# Грайфенштайн
Грайфенштайн (нім. Greifenstein) — громада в Німеччині, знаходиться в землі Гессен. Підпорядковується адміністративному округу Гіссен. Входить до складу району Лан-Дилль.
Площа — 67,43 км2. Населення становить 6524 ос. (станом на 31 грудня 2020).

## Географії

### Адміністративний поділ
Громада  складається з 10 районів:
- Аллендорф
- Арборн
- Байльштайн
- Грайфенштайн
- Гольцгаузен
- Нендерот
- Одерсберг
- Роденберг
- Роденрот
- Ульм